# Кузнецовское сельское поселение (Братский район)
Кузнецовское сельское поселение — муниципальное образование со статусом сельского поселения в
Братском районе Иркутской области России. Административный центр — село Кузнецовка.

## Демография
По результатам Всероссийской переписи населения 2010 года
численность населения муниципального образования составила 1132 человека, в том числе 547 мужчины и 585 женщин.

## Населённые пункты
- село Кузнецовка
- посёлок Бамбуй